# Bò hầm kiểu Pháp
Bò hầm kiểu Pháp (pot-au-feu, /ˌpɒtoʊˈfɜːr/; tiếng Pháp: [pɔt‿o fø] ⓘ; "nồi đặt trên lửa") là món thịt bò hầm kiểu Pháp. Theo đầu bếp Raymond Blanc thì pot-au-feu là "tinh hoa của ẩm thực gia đình Pháp, là món ăn nổi tiếng nhất ở Pháp. Món ăn góp phần tôn vinh những bàn tiệc của người giàu và người nghèo."

## Nguồn gốc

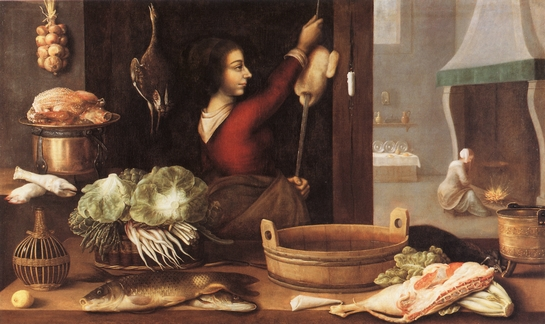
Bức tranh này là một câu chuyện ngụ ngôn về bốn yếu tố được tượng trưng như sau: không khí của những con chim, ngỗng xiên, gà tây mỡ trên đĩa, gia cầm treo trên tường, cá và rau tượng trưng cho nước và đất, lò sưởi biểu thị ngọn lửa. Thịt và bắp cải hầm và chân giò hầm, củ cải muối, ngỗng quay, gà tây nhồi, được chế biến với hành tây nhỏ (treo trên tường) là những món ăn mùa đông.

## Nguyên liệu chính

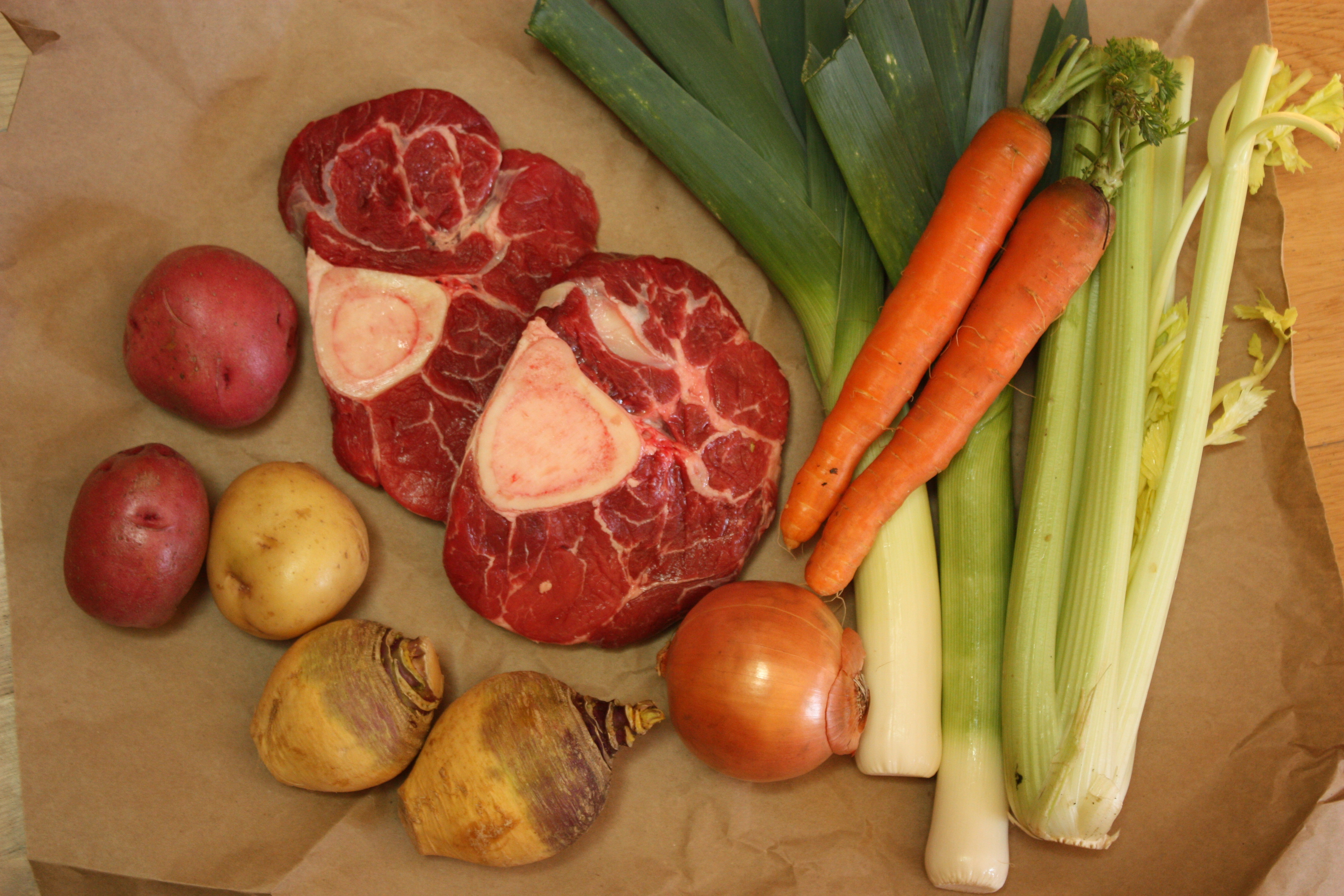
Các nguyên liệu cho món bò hầm kiểu Pháp

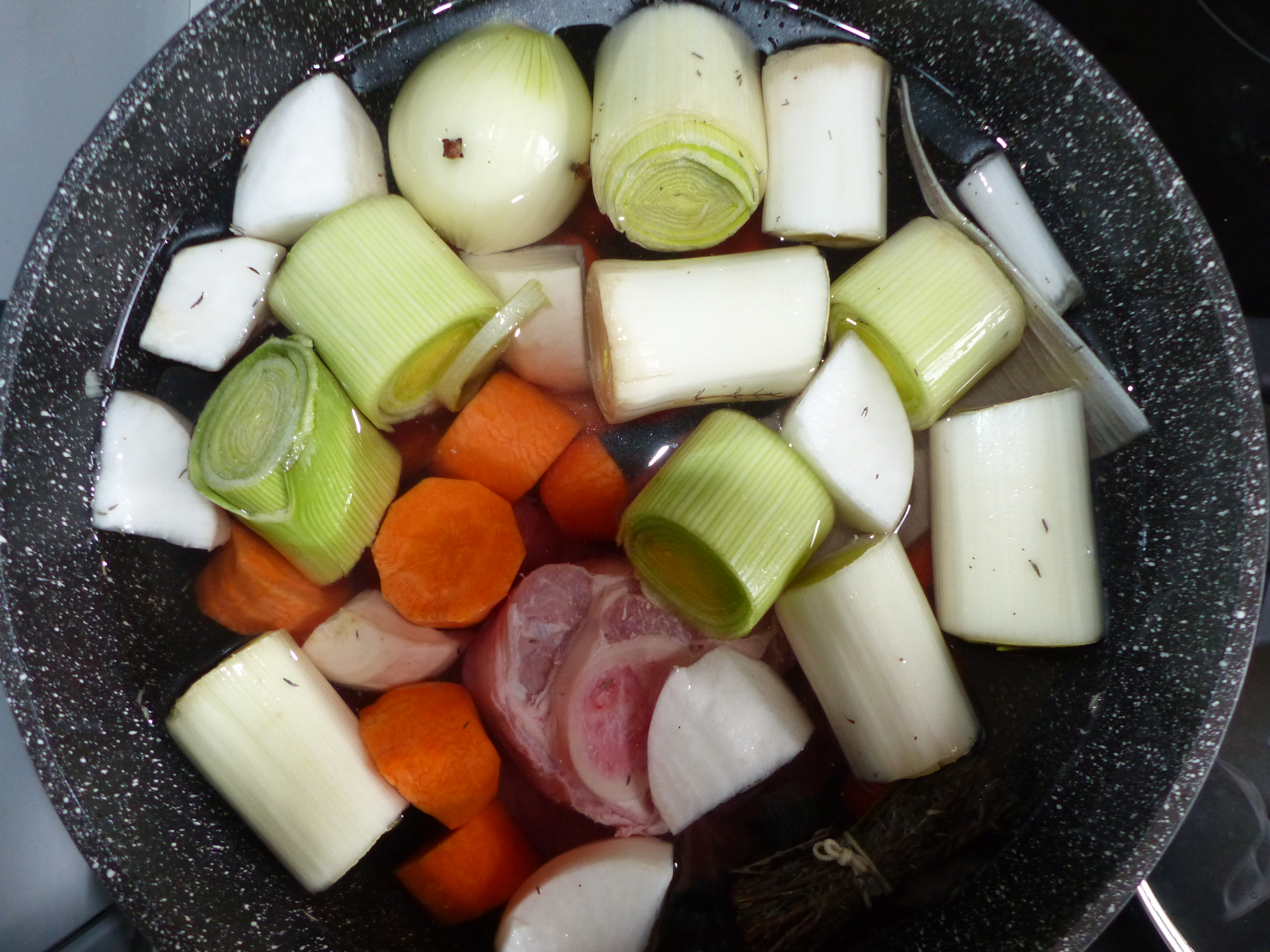
Các nguyên liệu trong nồi

## Thư viện ảnh

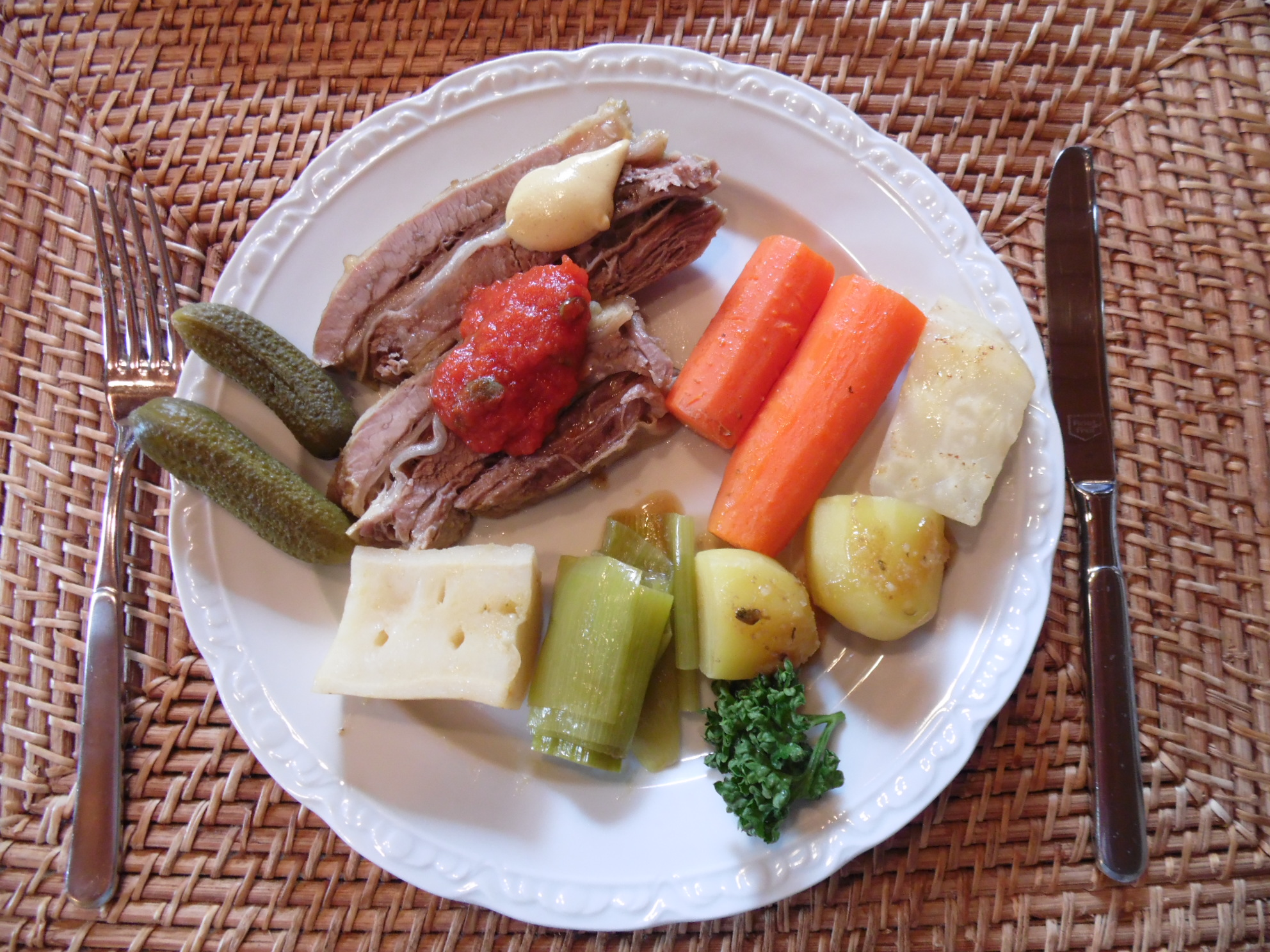
Món ăn kết hợp với nhiều loại rau
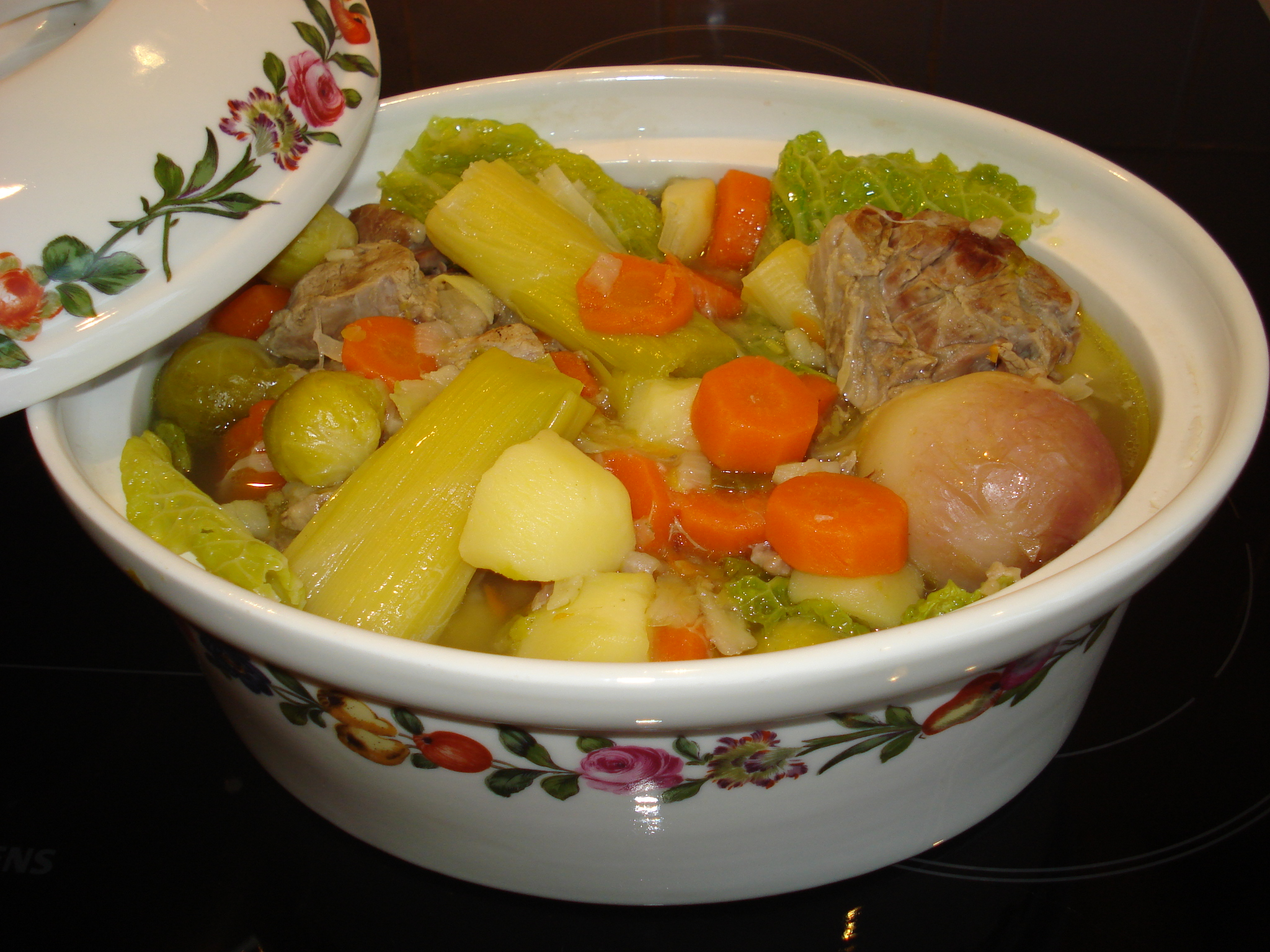
Món Hutspot kiểu Hà Lan-Bỉ
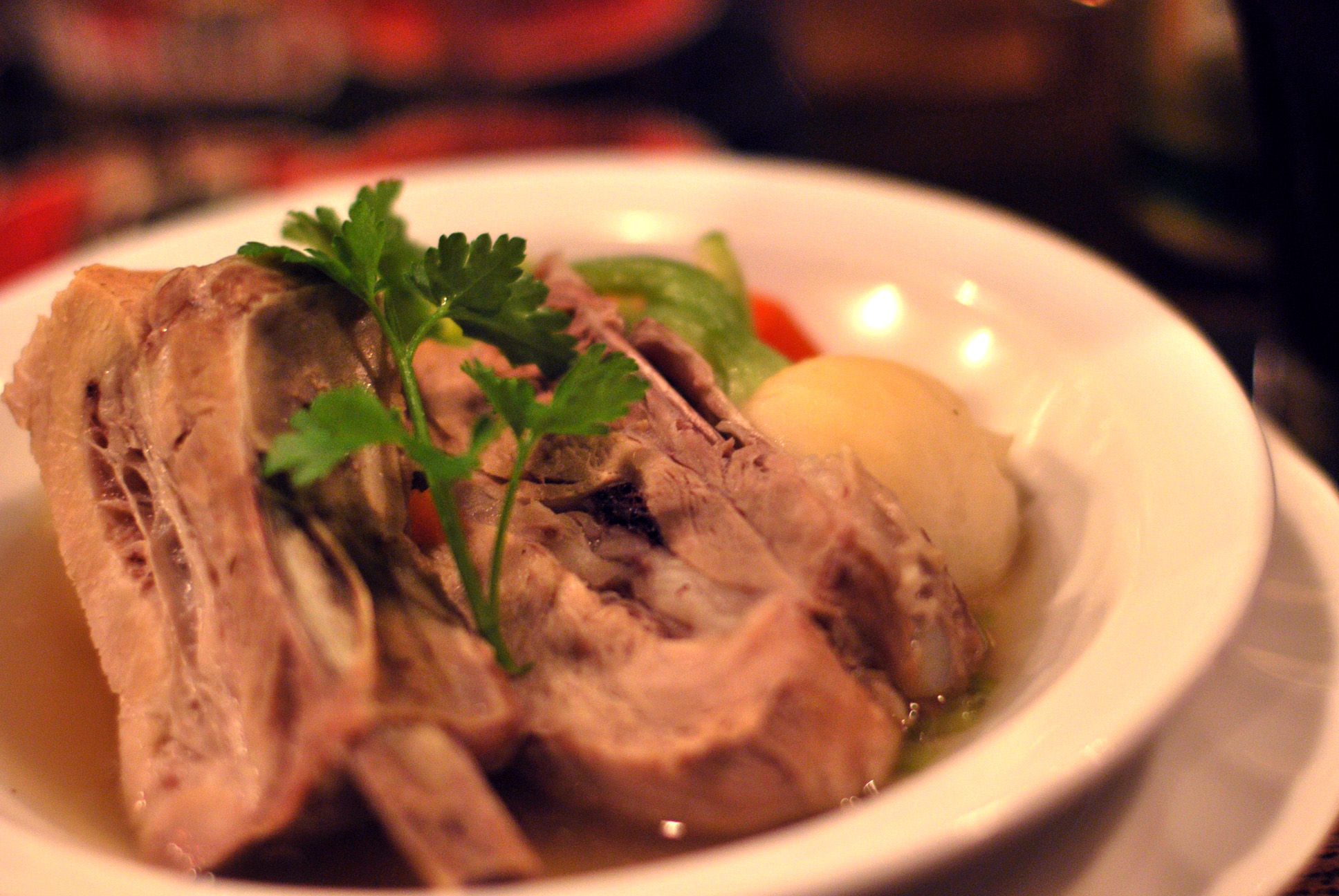
Bò hầm kiểu Pháp với sườn
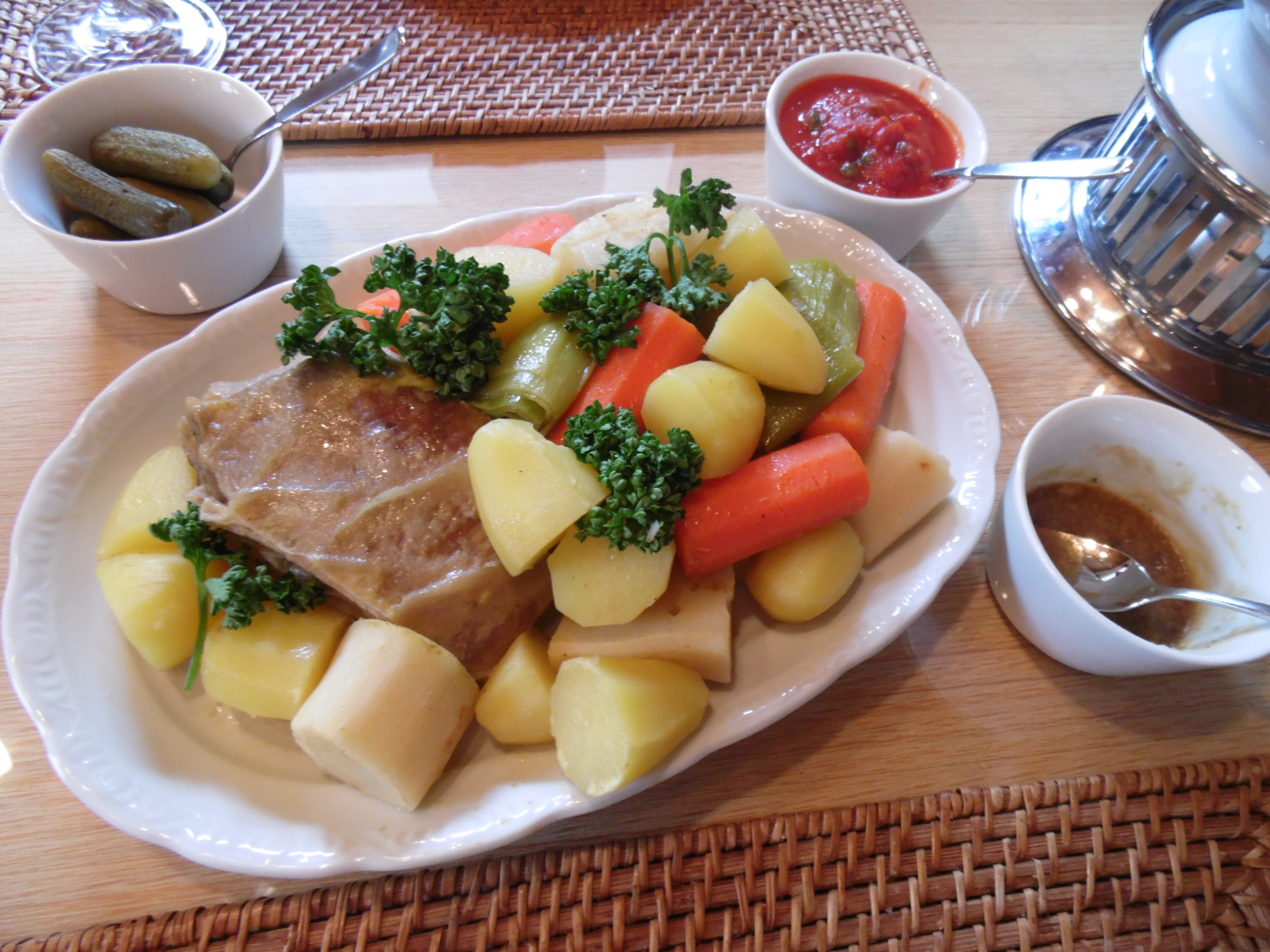
Pot-au-feu
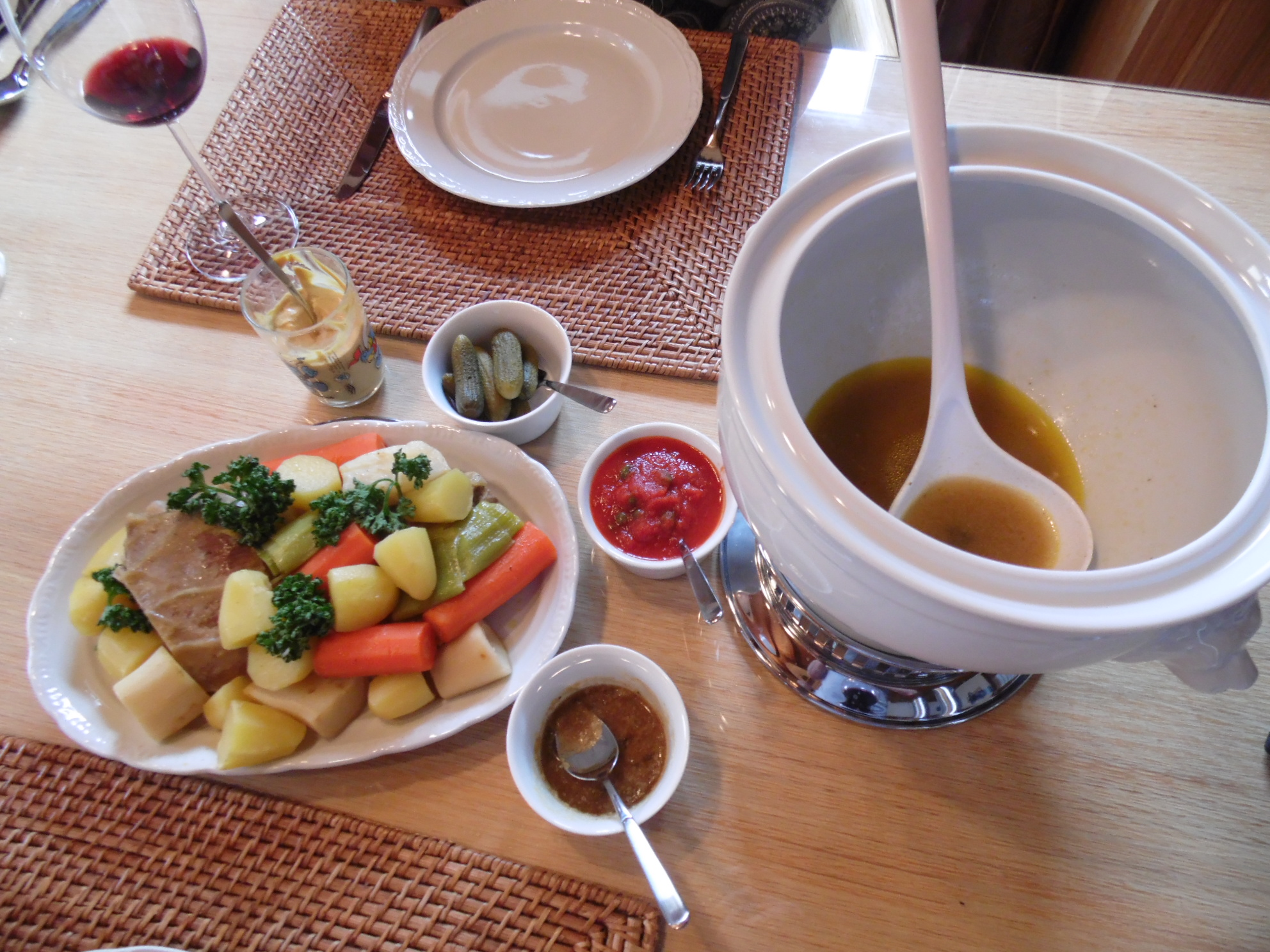
Những loại xốt ăn kèm
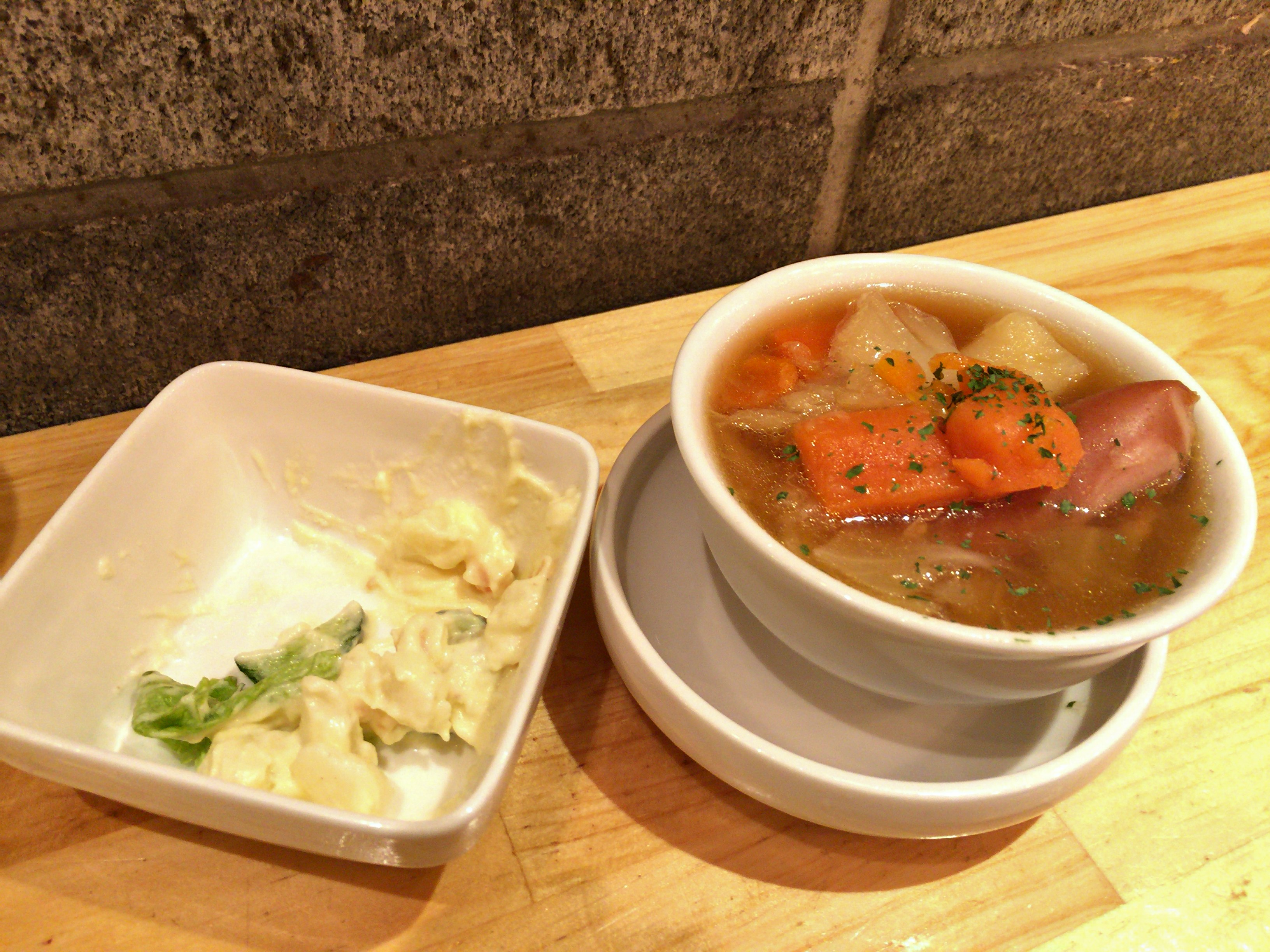
Món bò hầm kiểu Pháp tại Nhật